# Ø

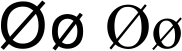

Ø é uma vogal utilizada nas línguas dinamarquesa, feroesa e norueguesa. É uma ligadura tipográfica que combina as letras o e e da qual já existia no latim sob a forma de œ, tendo evoluído para œ em francês, ø em dinamarquês e norueguês, e ö em sueco, islandês, estónio, finlandês, alemão, húngaro e turco.

### Teclas de atalho:
No teclado do Microsoft Windows para a língua portuguesa, a letra minúscula é produzida carregando na tecla ALT e escrevendo o código 0248, já a maiúscula escreve-se 0216 seguido da tecla ALT.

### Sons em dinamarquês e norueguês
Ø em dinamarquês:

Øl em dinamarquês:

Ønske em dinamarquês:

Bodø em norueguês:

Tromsø em norueguês: